# 科普里瓦峰

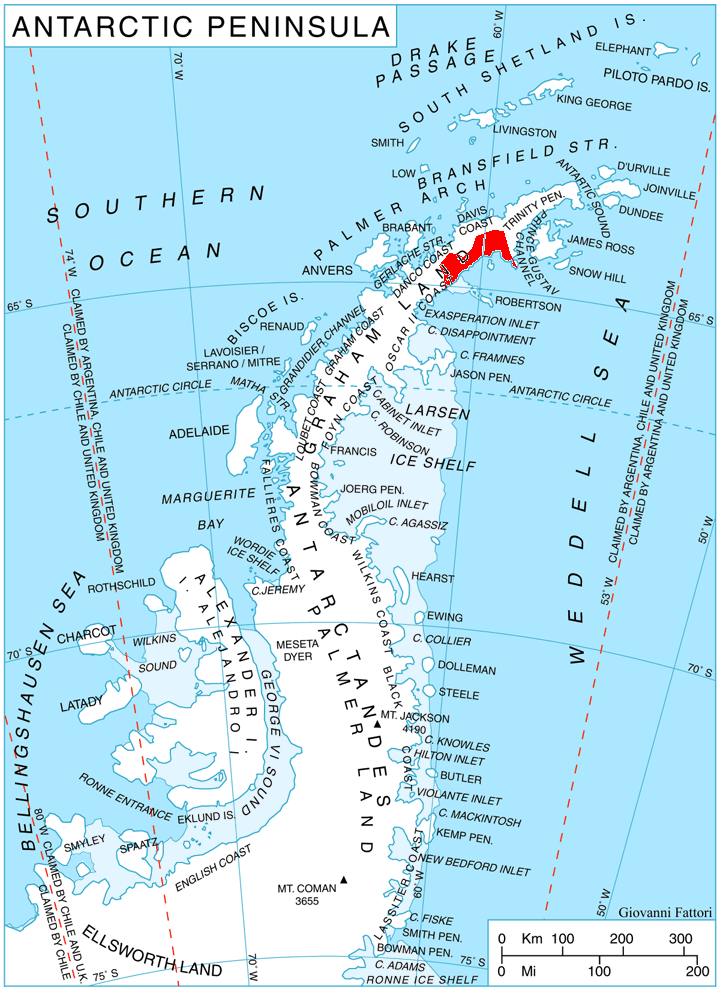

科普里瓦峰是南極洲的山峰，位於葛拉漢地，處於多倫峰西北面10.38公里和特拉韋峰東北面8.73公里，海拔高度1,100米，以保加利亞西部鄉鎮命名。
64°14′38″S 59°46′00″W / 64.24389°S 59.76667°W

## 外部連結
- Kopriva Peak. （页面存档备份，存于） SCAR Composite Antarctic Gazetteer.